# Нихор
Вижте пояснителната страница за други значения на Неохори.
Нихор или Ново село (на гръцки: Νεοχώρι, Неохори, катаревуса: Νεοχώριον, Неохорион) е село в Гърция, Егейска Македония, дем Довища.

## География
Селото е разположено на около 6 километра югоизточно от град Сяр (Серес), в Сярското поле.

## История

### В Османската империя
През XIX век и началото на XX век, Нихор е село в Сярската каза на Османската империя. В „Етнография на вилаетите Адрианопол, Монастир и Салоника“, издадена в Константинопол в 1878 година и отразяваща статистиката на населението от 1873 година, Неохори (Néohori) е посочено като село с 30 домакинства и 92 жители цигани и черкези.
В 1891 година Георги Стрезов определя селото като част от Сармусакликол и пише:
| „ | Ново село (Нихор), правителствен чифлик (махлюл) с 40 къщи и 200 жители българе. Гръцка църква. Земята се пои от Та Янската река и е твърде плодородна. Нихор (Ново село) е на ЮИ от Сяр, близу 3 часа, едно от най-плодовитите села по цялото поле. | “ |

Според статистиката на Васил Кънчов („Македония. Етнография и статистика“) от 1900 година Ново село брои 180 българи християни и 48 цигани.
По данни на секретаря на Българската екзархия Димитър Мишев („La Macédoine et sa Population Chrétienne“) в 1905 година населението на Нихор (Nihor) се състои от 272 българи гъркомани, 18 албанци и 54 цигани.

### В Гърция
През Балканската война селото е освободено от българската армия, но след Междусъюзническата война Нихор попада в Гърция. Населението му се изселва и в селото са заселени гърци бежанци. Според преброяването от 1928 година селото е чисто бежанско със 106 бежански семейства с 457 души.
В 1970 година е построена църквата „Свети Нектарий“.
| Име        | Име             | Ново име     | Ново име     | Описание                                                  |
| ---------- | --------------- | ------------ | ------------ | --------------------------------------------------------- |
| Бююк Валта | Μπουγιούκ Βάλτα | Мегалокамбос | Μεγαλόκαμπος | местност на ЮЗ от Нихор, на десния бряг на Бродската река |